# Klemens Langowski
Klemens Langowski (ur. 14 maja 1911 w miejscowości Nengacz, zm. w 1944 w Tangerhütte) – polski żeglarz, olimpijczyk z Berlina.

## Kariera
Początki jego kariery pozostają nieznane. W połowie lat trzydziestych był jednym z czołowych polskich żeglarzy. Podczas igrzysk olimpijskich w Berlinie był rezerwowym członkiem załogi jachtu "Danuta". We wrześniu 1939 walczył w obronie Helu. Po dostaniu się do niewoli niemieckiej trafił do obozu w Woldenbergu. Brał czynny udział w życiu sportowym. Z jego inicjatywy utworzony został Klub Sportowy Podoficerów Podchorążych i Szeregowych "Skra". Pełnił funkcję pierwszego prezesa. Po zapadnięciu na ciężką chorobę przeniesiony do szpitala w Tangerhütte, gdzie prawdopodobnie zmarł w 1944.